# Kick'n'Punch
Kick'n'Punch var et dansk uafhængigt pladeselskab fra København der fungerede i perioden juni 1999 til november 2006. Selskabet udgav punk og hardcore punk fortrinsvis af danske og svenske grupper og udsprang af miljøet omkring Ungdomshuset. 
Selskabet blev stiftet juni 1999 af Tommas "Banger" Svendsen og Jakob O. Tommas spillede selv med i nogle af de punkgrupper der blev udgivet på selskabet, således Amdi Petersens Armé og Gorilla Angreb. 
Selskabet udgav udelukkende vinylplader (bortset fra en enkelt kassettebåndsudgivelse), 7" singler og lp'er og kun med bands som begge ejere kunne blive enige om. 
Ved siden af har de to ejere deres egne selskaber, Jakob O´s Plaguebearer Records og Tommas "Banger" Svendsens Hjernespind som udgiver de bands som de ikke begge kunne blive enige om.
Kick'n'Punch blev især internationalt kendte i punkkredse med de danske grupper Amdi Petersens Armé, Gorilla Angreb, No hope for the kids og den svenske gruppe Regulations.
12" EP'en Bedre Tider med Gorilla Angreb fra 2006 solgte 1500 eksemplarer på kort tid
Selskabet stoppede i januar 2007. Tommas har siden startet pladebutikken Repo Man Records sammen med to andre, som han kører parallelt med at Hjernespind stadig udgiver plader.
I 2010 genopstod selskabet i forbindelse med udgivelsen af Hjertestops EP "Musik for Dekandente Øre". 

## Diskografi
- KNP01 – Fairfuck – s/t 7". Juni 1999.
- KNP02 – Snipers – Blood sucking freaks 7". Februar 2000.
- KNP03 – Amdi Petersens Armé – s/t 7". September 2000.
- KNP04 – Paragraf 119 – ABC Støtteplade 7". Juni 2000.
- KNP05 – Paragraf 119 – Musik til ulempe 7". Februar 2001.
- KNP06 – Point of Few/Mihoen split 7". November 2001.
- KNP06,66 – Snipers – From the tombs 7". September 2001. Udgivet i samarbejde med Aggressive Turns records.
- KNP07 – Police line – Demo 7". September 2001
- KNP08 – Uro – Revolutions romantik 7". Februar 2002.
- KNP08,5 – Incontrollados – Hvem vil det gavne? 7". Marts 2002. Udgivet i samarbejde med Maximum O.D. records.
- KNP09 – Paragraf 119 – Du har ikke en chance... LP. Marts 2002.
- KNP10 – Amdi Petersens Armé – Blod ser mere virkeligt ud på film 7". Juni 2002. (genudgivet på det amerikanske selskab Havoc Records).
- KNP10,5 – Young Wasteners – We got ways LP. Juni 2002. Udgivet i samarbejde med Aggressive Turns records. (genudgivet 2007 på Hjernespind).
- KNP11 – v.a. – København I Ruiner 2x7". Juni 2003.
- KNP12 – War of Destruction – s/t 7" (genudgivelse) . Marts 2003.
- KNP13 – No Hope for the Kids – s/t LP. Oktober 2003. (Genudgivet af det amerikanske selskab Feral Ward. Genudgivet 2007 af Hjernespind).
- KNP13,5 – Skitkids – Onna for pleasure 7". Marts 2004. Udgivet i samarbejde med Instigate Records.
- KNP14 – Gorilla Angreb – s/t 7". Marts 2004. (Genudgivet på det amerikanske selskab Feral Ward april 2005).
- KNPMC01 – Hjertestop – s/t demo kassettebånd. April 2004. Udgivet i samarbejde med Maximum O.D. records.
- KNP14,5 – Intensity – Ruttna bort 7". Juni 2004. Udgivet i samarbejde med Instigate, PFC & Too Circle records
- KNP15 – Enola Gay – 1982-1984 LP. September 2006. (Genudgivelse af dansk band fra starten af 1980'erne).
- KNP15,5 – Regulations – s/t LP. Maj 2005. Udgivet i samarbejde med Ny Våg Records. (Ligeledes udgivet på det amerikanske selskab Havoc Records).
- KNP16 – Asbest – Klaustrofobi 7". December 2005.
- KNP17 – Gorilla Angreb – Bedre Tider 12" EP. Februar 2006. (Ligeledes udgivet på det amerikanske selskab Feral Ward i 2006).
- KNP18 – Hjertestop – Åårh fuck...Det er Hjertestop 7". December 2005.
- KNP18,5 – Skitkids – Välkomna till paradiset 7". Maj 2006. Udgivet i samarbejde med Instigate Records.
- KNP19 – Tristess – Bara rock'n'roll 7". Maj 2006.
- KNP20 – Bomberegn – s/t 7". November 2006.
- KNP21 – Hjertestop – Musik for dekadente ører 7". Oktober 2010.